# مشت خونین ۷: منهانت
مشت خونین ۷: مَنهانت (به انگلیسی: Bloodfist VII: Manhunt) یک فیلم ویدئویی اکشن آمریکایی محصول سال ۱۹۹۵ با بازی دون ویلسون و کارگردانی جاناتان وینفری به نویسندگی برندن برودریک و راب کرچنر است.